# Ondřej Černý
Ondřej Černý (* 4. března 1999 Praha) je český běžec na lyžích. Je odchovancem LK Slovan Karlovy Vary. Zatím třikrát startoval na Mistrovství světa (2021, 2023, 2025) a jednou na Olympiádě (2022). Specializuje se na sprinty.

## Sportovní kariéra
Od pěti do patnácti let se věnoval atletice (běh přes překážky), hrával i hokejbal a od třinácti let závodně lyžuje. Jeho trenérem byl pozdější reprezentační kouč Vasil Husák, dále ho vedl Miroslav Petrásek a poté Martin Koukal. V dorosteneckém a juniorském věku začal sbírat mezinárodní zkušenosti: na Evropském zimním olympijském festivalu mládeže 2017 v Erzurumu obsadil 26. místo na 7,5 km klasicky a 11. místo ve sprintu. Na juniorském mistrovství světa 2018 v Goms obsadil 62. místo na 10 km klasicky, 33. místo ve sprintu a desáté místo ve štafetě. V následujícím roce dosáhl 26. místa ve sprintu a devátého místa ve štafetě na juniorském mistrovství světa v Lahti, na zimní univerziádě v Krasnojarsku šesté místo v týmovém sprintu a páté místo ve sprintu.
V roce 2019 začal závodit i v kategorii dospělých – v únoru 2019 běžel v Planici poprvé v Alpencupu a obsadil 45. místo na 10 km klasicky a 17. místo ve sprintu. Ve Světovém poháru debutoval 21. prosince 2019 opět v Planici, kde obsadil 26. místo ve sprintu volnou technikou a připsal si tak i své první body ve Světovém poháru. Na mistrovství světa závodníků do 23 let 2020 v Oberwiesenthalu obsadil 50. místo na 15 km klasicky, 21. místo ve sprintu a 13. místo ve štafetě.
V následující sezóně se mu povedl závod Světového poháru v Drážďanech, který byl přitom teprve jeho čtvrtým startem ve SP v životě – v kvalifikaci sprintu šokoval druhým místem, ve čtvrtfinále pak dlouho vedl, snažil se vláček závodníků brzdit a šetřit síly, ve finiši jej ale předstihla čtveřice soupeřů a on si připsal konečné 21. místo. Zatím nejlepší výsledek své kariéry si připsal na Mistrovství světa do 23 let ve finském Vuokatti – v kvalifikaci byl čtvrtý nejrychlejší, čtvrtfinále měl od začátku zcela pod kontrolou, jel na prvním místě a do cíle přijel s náskokem, zastavilo ho až semifinále, v němž dosprintoval pro třetí místo, což mu ale na postup z pozice šťastného poraženého nestačilo, a tak si připsal konečné 7. místo. O dva týdny později bojoval o dobré umístění ve sprintu klasickou technikou i na Mistrovství světa v klasickém lyžování v Oberstdorfu – z kvalifikace postoupil jako čtrnáctý, ve čtvrtfinále začal zezadu a zaútočil v kopci, v půlce okruhu dlouhého 1500 m vedl, o postup do semifinále však přišel, když jej v posledním stoupání při snaze o předjetí v pádu srazil De Fabiani, Černý tak skončil na 21. místě.
V sezóně 2021/22 si znovu zlepšil své kariérní maximum ve Světovém poháru – v Davosu ve volném sprintu obsadil 18. příčku. Ještě lepšího výsledku  mohl o týden později dosáhnout v Drážďanech, kde v kvalifikaci zajel pátý nejrychlejší čas a ve čtvrtfinále jel na druhé pozici, ale spadl a obsadil konečné 21. místo – stejně jako před rokem. Díky navýšené kvótě u mužské části reprezentantů v běhu na lyžích byl na poslední chvíli nominován na ZOH. Na olympiádě v Pekingu zajel v kvalifikaci sprintu volnou technikou devátý nejrychlejší čas, ale ve svém čtvrtfinále dojel poslední a celkově skončil na 26. místě. Na mistrovství světa juniorů a běžců na lyžích do 23 let v norském středisku Lygna zopakoval sedmé místo z předchozího šampionátu ve Vuokatti – byl devátý v kvalifikaci, vyhrál své čtvrtfinále a v semifinále mu utekl postup o čtyři desetiny sekundy.
V sezóně 2022/23 si své kariérní maximum ve Světovém poháru zlepšil hned třikrát. V úvodním závodě sezóny v Ruce skončil patnáctý, když mu postup do semifinále unikl o třináct setin. Ve sprintu volnou technikou v Livignu skončil ještě o jedno místo lépe, když ve svém čtvrtfinále znovu doběhl třetí a ani tentokrát to na postup nestačilo. O šest míst si kariérní maximum vylepšil v Toblachu, kde v kvalifikaci zaběhl devátý čas, ve čtvrtfinále byl opět třetí, ale tentokrát si postup zajistil rychlejším časem a v semifinále už mu sice docházely síly, ale prosmýkl se na čtvrtou pozici, což v celkovém pořadí znamenalo osmé místo. Na Mistrovství světa v Planici na tento výsledek nenavázal – vypadl ve čtvrtfinále a skončil na 28. místě. Semifinálovou účast ve sprintech ve Světovém poháru si v závěru sezóny ještě dvakrát zopakoval – v Drammenu byl desátý po vítězství ve čtvrtfinálové jízdě a v Lahti zopakoval osmé místo, když upadl v semifinále.
Student ČVUT fakulty informačních technologií.

### Výsledky ve Světovém poháru
| Sezóna  | Věk | Sezónní výsledky | Sezónní výsledky | Sezónní výsledky | Sezónní výsledky | Výsledky na Ski Tour | Výsledky na Ski Tour | Výsledky na Ski Tour | Výsledky na Ski Tour |
| Sezóna  | Věk | Počet startů     | Celkově          | Distance         | Sprinty          | Nordic Opening       | Tour de Ski          | WC Final             |                      |
| ------- | --- | ---------------- | ---------------- | ---------------- | ---------------- | -------------------- | -------------------- | -------------------- | -------------------- |
| 2019/20 | 21  | 3                | 135.             | —                | 81.              | —                    | —                    | —                    |                      |
| 2020/21 | 22  | 2                | 120.             | —                | 73.              | —                    | DNF                  | —                    |                      |
| 2021/22 | 23  | 4                | 78.              | —                | 42.              | —                    | —                    | —                    |                      |
| 2022/23 | 24  | 10               | 33.              | —                | 15.              | —                    | —                    | —                    |                      |
| 2023/24 | 25  | 8                | 84.              | —                | 43.              | —                    | DNF                  | —                    |                      |

### Výsledky na OH
| Rok  | Věk | 15 km | 30 km skiatlon | 50 km hromadný start | sprint | 4 × 10 km štafeta muži | sprint dvojic |
| ---- | --- | ----- | -------------- | -------------------- | ------ | ---------------------- | ------------- |
| 2022 | 22  | —     | —              | —                    | 26.    | —                      | —             |

### Výsledky na MS
| Rok  | Věk | 15 km | 30 km skiatlon | 50 km hromadný start | sprint | 4 × 10 km štafeta | sprint dvojic |
| ---- | --- | ----- | -------------- | -------------------- | ------ | ----------------- | ------------- |
| 2021 | 21  | —     | —              | —                    | 21.    | —                 | —             |
| 2023 | 23  | —     | —              | —                    | 28.    | —                 | —             |
| 2025 | 25  | —     | —              | —                    | 25.    | —                 | —             |